# Атанасије I Цариградски
Атанасије I Цариградски (грч. Αθανασιος Α; 1230—1310) је хришћански светитељ и цариградски патријарх у периоду од 1289. до 1293. и од 1303. до 1310.
Рођрн је 1230. године у Једрену. Као млад се замонашио у манастиру у Солуну и узео име Акакије. Након тога је живео у светогорском манастиру Есфигмен. Десет година је провео на Галицијској гори. За цариградског патријарха изабран је 14. октобра 1289. године, у време византијског цара Андроника II Палеолога. Упамћен је по свом свом противљењу уније са Римокатоличком црквом м покретању црквене реформе, која је изазвала противљење међу епископима. Због тога је у октобру 1293. године свргнут са патријаршијског престола од стране Синода, али без сагласности цара. Након десет година проведених у манастиру на гори Гану, враћен ја на чело Цариградске патријаршије 1303. године.
Умро је 28. октобра 1310. године.
Православна црква прославља патријарха Атанасија 28. октобра по Јулијанском календару.